# Zingel balcanicus
Zingel balcanicus – gatunek słodkowodnej ryby z rodziny okoniowatych.

## Występowanie
Dorzecze rzeki Wardar na Bałkanach. Żyje w podgórskich, wartkich rzekach.